# Chestres
Chestres est une localité de Vouziers et une ancienne commune française, située dans le département des Ardennes en région Grand Est.
Elle est rattachée à la commune de Vouziers depuis 1964.

## Géographie
La commune avait une superficie de 9,10 km2

## Histoire
Par arrêté préfectoral du 16 mars 1964, la commune de Chestres est rattachée, le 1er avril 1964, à la commune de Vouziers.
Au XVe siècle, des sorcières ont été brûlées sur devant l'église et la légende raconte qu'à 00h on entend leurs hurlements déchirer le silence de la nuit. À l'époque où un curé s'occupait encore de l'église il parvenait à faire taire ses voix en plongeant pendant une minute sa tête dans le bénitier rempli d'eau salé. Mais à présent, le bénitier est fendu en deux et les voix ne se turent plus jamais.

## Administration
| Période                                  | Période | Identité | Étiquette | Qualité |
| ---------------------------------------- | ------- | -------- | --------- | ------- |
| Les données manquantes sont à compléter. |         |          |           |         |
|                                          |         |          |           |         |

Monsieur Lacroix était maire en 1879.

## Démographie
| 1793 | 1800 | 1806 | 1821 | 1831 | 1836 | 1841 | 1846 | 1851 |
| ---- | ---- | ---- | ---- | ---- | ---- | ---- | ---- | ---- |
| 318  | 317  | 327  | 332  | 345  | 333  | 359  | 392  | 342  |

| 1856 | 1861 | 1866 | 1872 | 1876 | 1881 | 1886 | 1891 | 1896 |
| ---- | ---- | ---- | ---- | ---- | ---- | ---- | ---- | ---- |
| lac. | lac. | 330  | 346  | 356  | 333  | 361  | 330  | 342  |

| 1901 | 1906 | 1911 | 1921 | 1926 | 1931 | 1936 | 1946 | 1954 |
| ---- | ---- | ---- | ---- | ---- | ---- | ---- | ---- | ---- |
| 335  | 335  | 298  | 280  | 328  | 257  | 246  | 230  | 243  |

| 1962 | - | - | - | - | - | - | - | - |
| ---- | - | - | - | - | - | - | - | - |
| 261  | - | - | - | - | - | - | - | - |

Histogramme

(élaboration graphique par Wikipédia)

## Lieux et monuments
- Église Notre-Dame.
- Mémorial aux soldats tchécoslovaques des combats de 1918.